# Río Eva
El río Eva, también llamado Riodeva (Río-de-Eva), nace en la Sierra de Javalambre, a más de 1.600 metros de altitud y desemboca en el río Turia a la altura de las Casas de Angelina y el puente de su nombre (Libros).
En su tramo final el cauce sirve de límite entre Libros (Teruel) y Ademuz y Torrealta (Valencia), por el Rincón de Ademuz.

## Historia
Pascual Madoz (1849), cuando dice de Riodeva se refiere al río diciendo: «nace en este térm. un riach., que tomando la direccion SO. sale de esta prov. á la de Valencia, incorporándose al r. Turia ó Guadalaviar». El geógrafo Rodrigo Alfonso (1998) estima que «no es propiamente un río, dado lo discontinuo de su caudal».
Justo antes de su desembocadura, la rambla se ve atravesada por el Camino de la Vera Cruz desde los Pirineos, que discurre en esta parte por la margen izquierda del Turia, entre este y las Casas de Angelina, continuando después hacia Torrealta.-

## Descripción
Tiene su nacimiento en el corazón de la Sierra de Javalambre, antes de su paso por la población de Riodeva «recibe la aportación de la Rambla de Amanaderos y el Barranco de la Cuadraleja», y «posteriormente la de los barrancos de La Canaleja y Vallurgo», estos últimos procedentes del «Rincón de Ademuz». Dice el geógrafo:

«A partir del pueblo de Riodeva, su curso fronterizo se estrecha entre las calizas del Pontiense para finalmente ensancharse con características de rambla hacia su desembocadura, entre las Casas de Angelina (Libros) y Torrealta. Su caudal es escaso [...] Ésto, unido a las características topográficas, ha relegado su aprovechamiento a la huerta de Riodeva y reducidas áreas discontinuas río abajo».
El Rincón de Ademuz. Análisis geográfico comarcal, Carles Rodrigo Alfonso

Realmente, su régimen es mediterráneo, con períodos de estío en invierno y verano donde lleva menos caudal. Sin embargo, su situación en montaña, en la ladera nororiental de la Sierra de Javalambre, dentro del Sistema Ibérico, lo define como un río de elevado caudal en ciertos momentos, por lo que cuenta en su recorrido con grandes saltos de agua.
Su principal afluente está en los Amanaderos, curso muy conocido por sus 13 espectaculares cascadas, y uno de los mejores barrancos europeos para la práctica del barranquismo.
Ambos espacios están señalizados para su visita, con diferentes rutas, accesos y miradores. El principal espacio de interpretación de estos dos cursos de agua y sus múltiples parajes es el «Centro de Interpretación del Río Eva y Los Amanaderos» (CIREA), situado en el Molino Montereta, dentro del término municipal de Riodeva, desde donde se puede acceder, así como desde Camarena de la Sierra, ambos municipios en la provincia de Teruel.
Su cauce tiene una longitud de 18,6 km., la extensión de su cuenca es de 100,6 km², el nivel de cabecera alcanza los 1615 m, el nivel de base es de 805 m, la pendiente total de 810 m. y una pendiente media de 43,54 m/km.

## Galería de imágenes

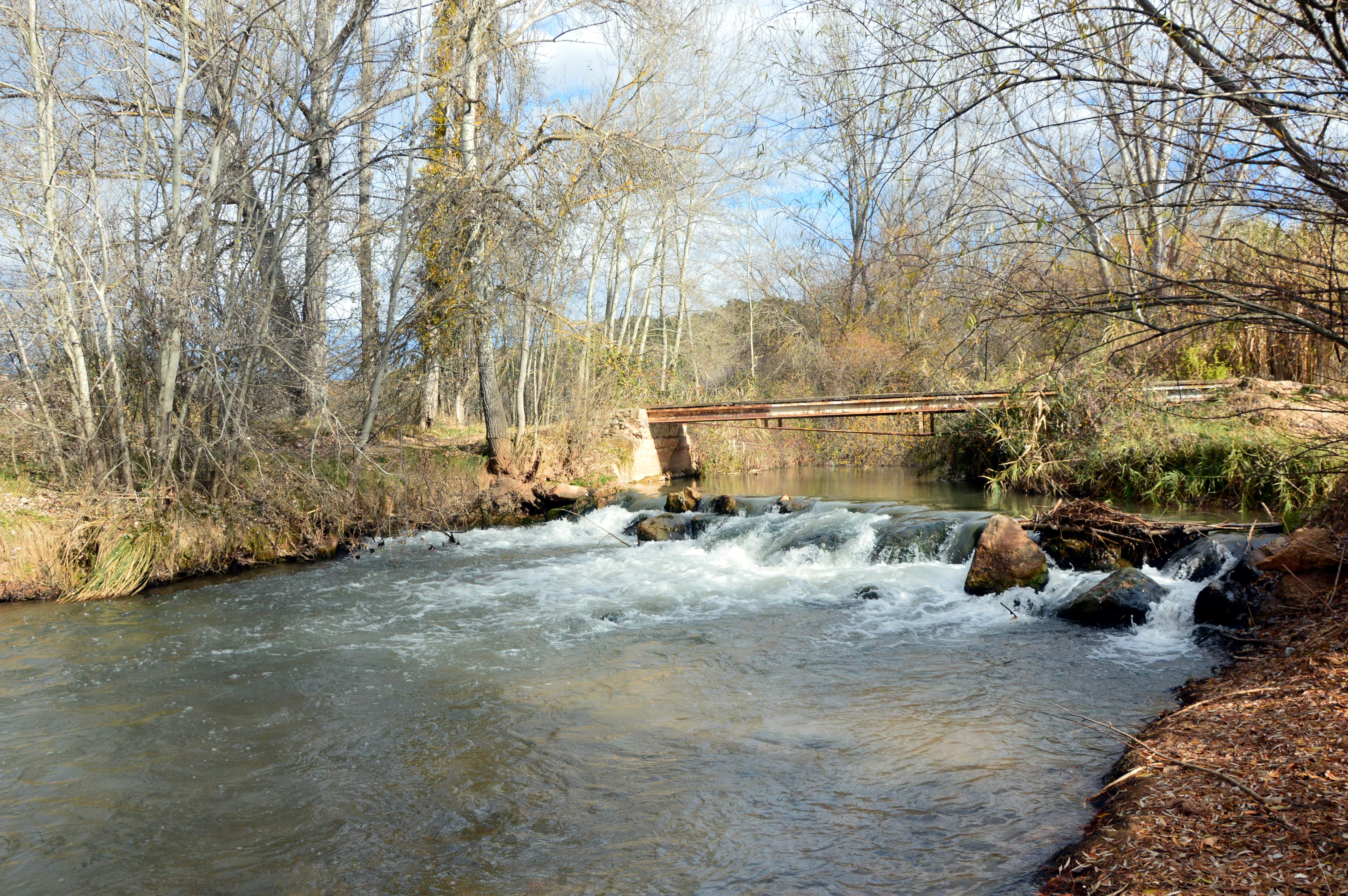
Puente sobre el Turia frente a las Casas de Angelina (Libros), antes de que la Rambla de Riodeva (Río Eva) rinda sus aguas al Turia (2021).
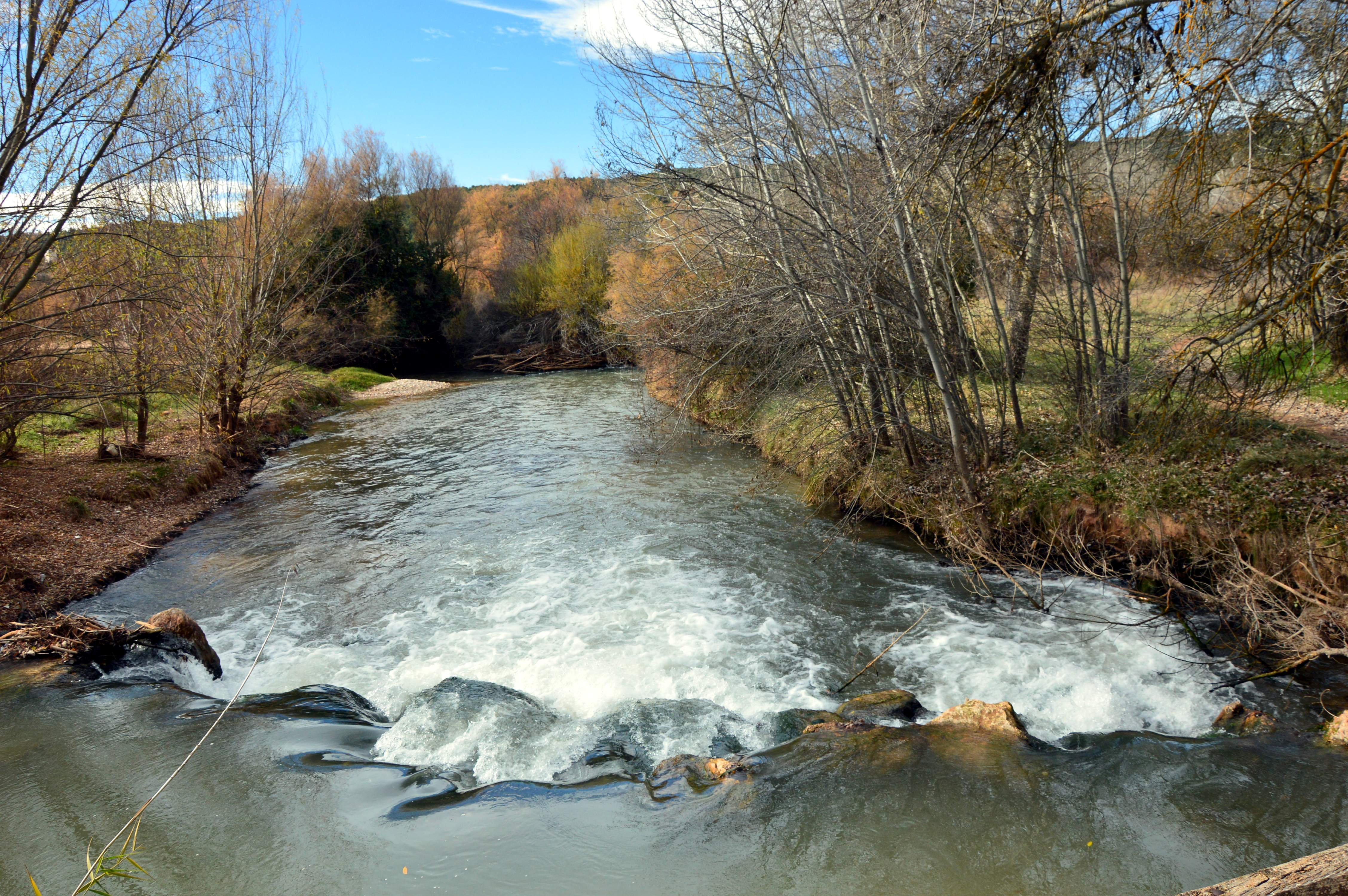
El Turia desde el puente que salva el río entre las Casas de Angelina (Libros) y Mas de Jacinto (Castielfabib), con detalle del azud: poco más abajo, por la izquierda, la Rambla de Riodeva (Río Eva) rinde sus aguas al Turia (2021).
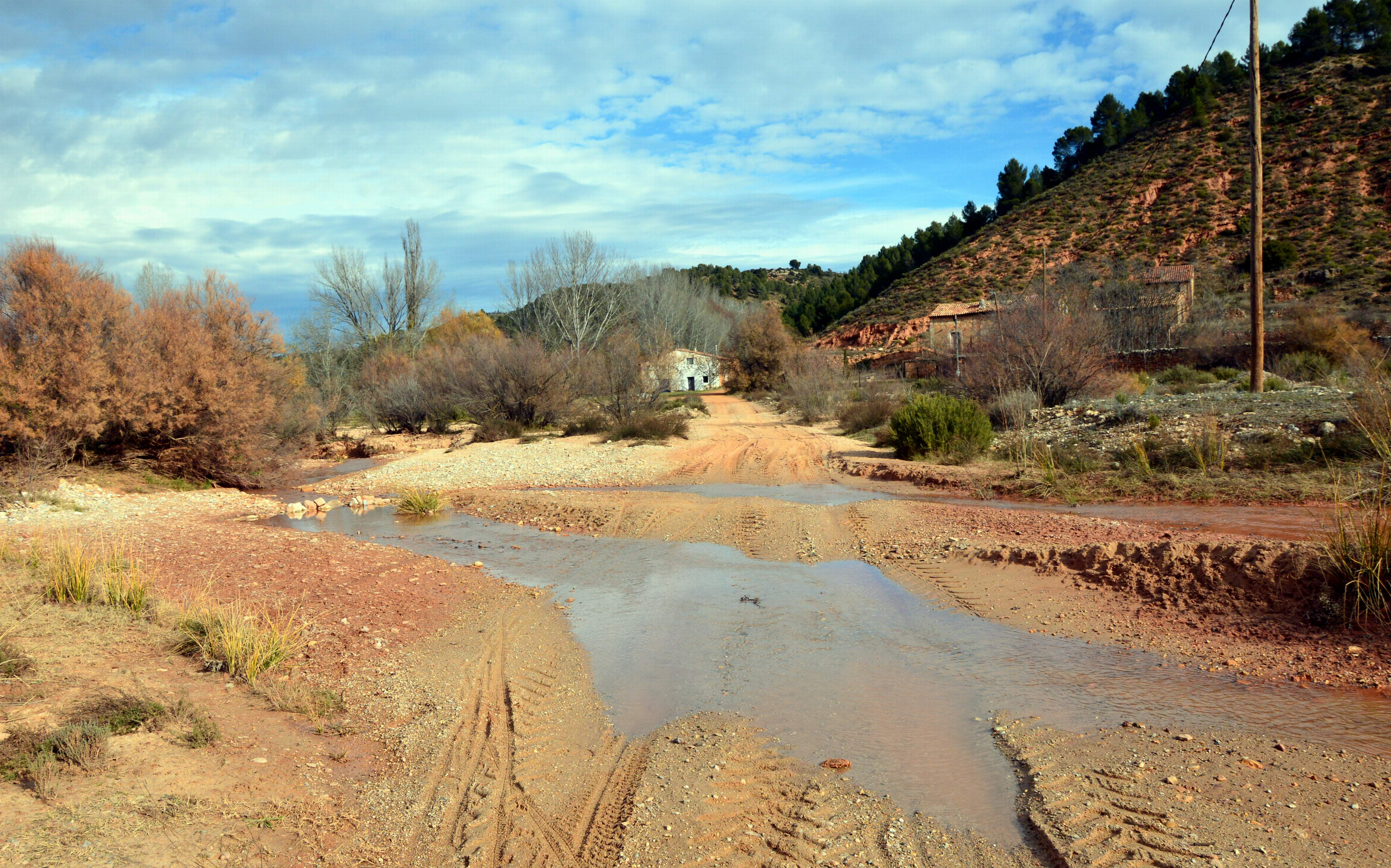
Vista parcial de la Rambla de Riodeva (Río Eva), desde la margen izquierda, antes de su desembocadura en el Turia, por debajo de las Casas de Angelina (Libros), 2021.
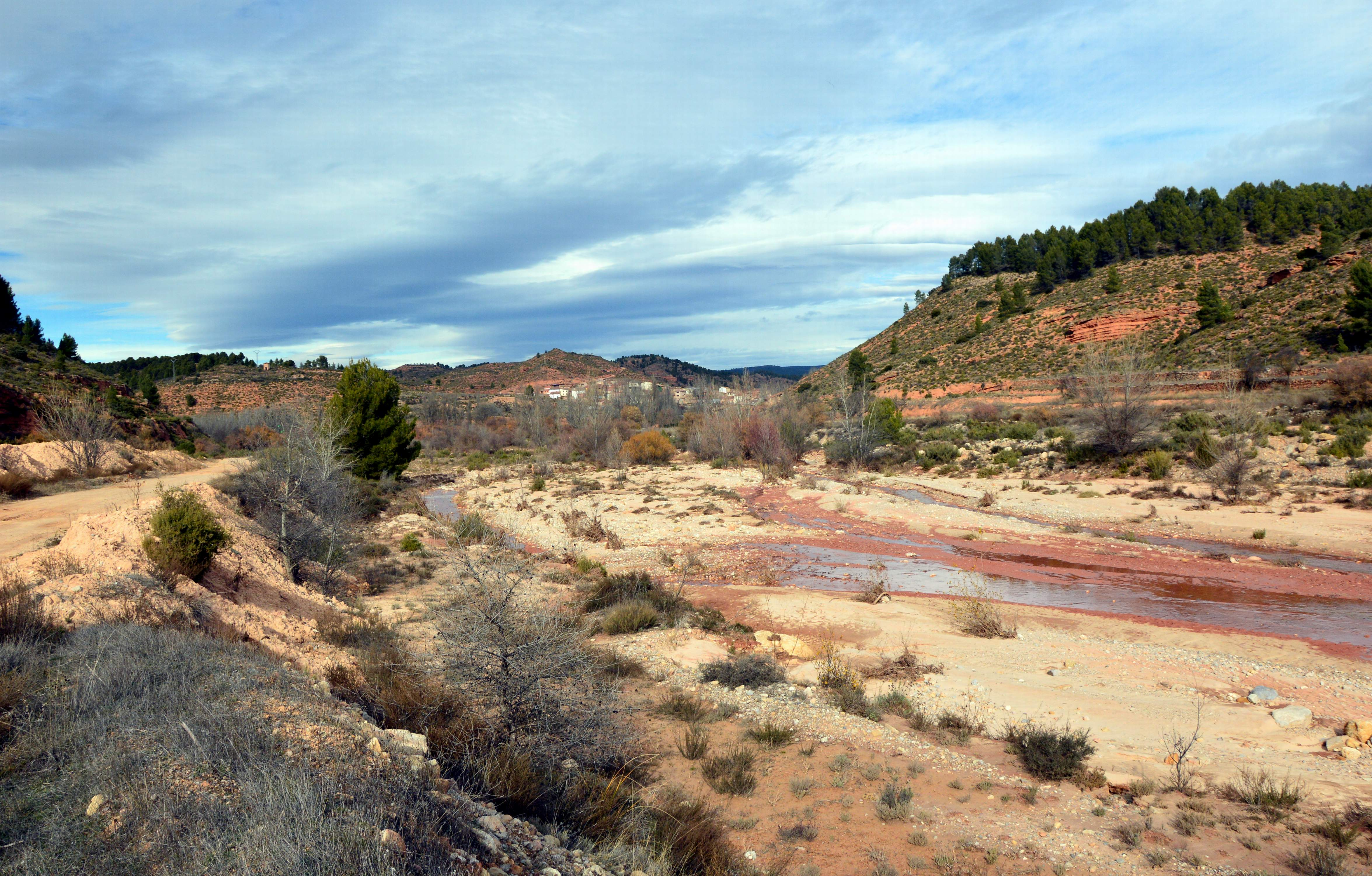
La Rambla de Riodeva (Río Eva), desde la margen izquierda, poco antes de rendir sus aguas al Turia por debajo del puente y Casas de Angelina (Libros), 2021.
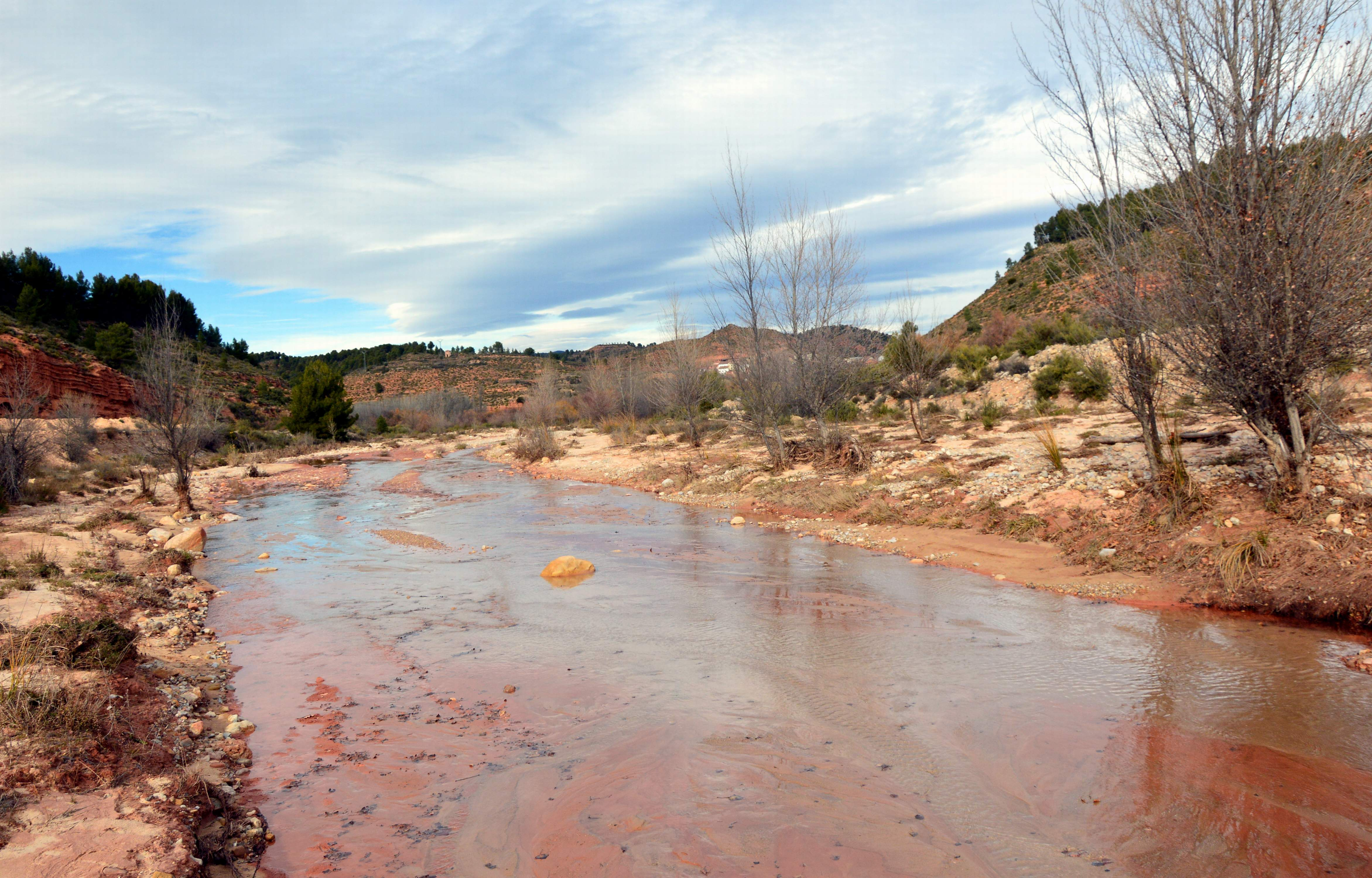
Vista parcial de la Rambla de Riodeva (Río Eva), desde la margen izquierda, antes de su desembocadura en el Turia, por debajo de las Casas de Angelina (Libros), 2021.
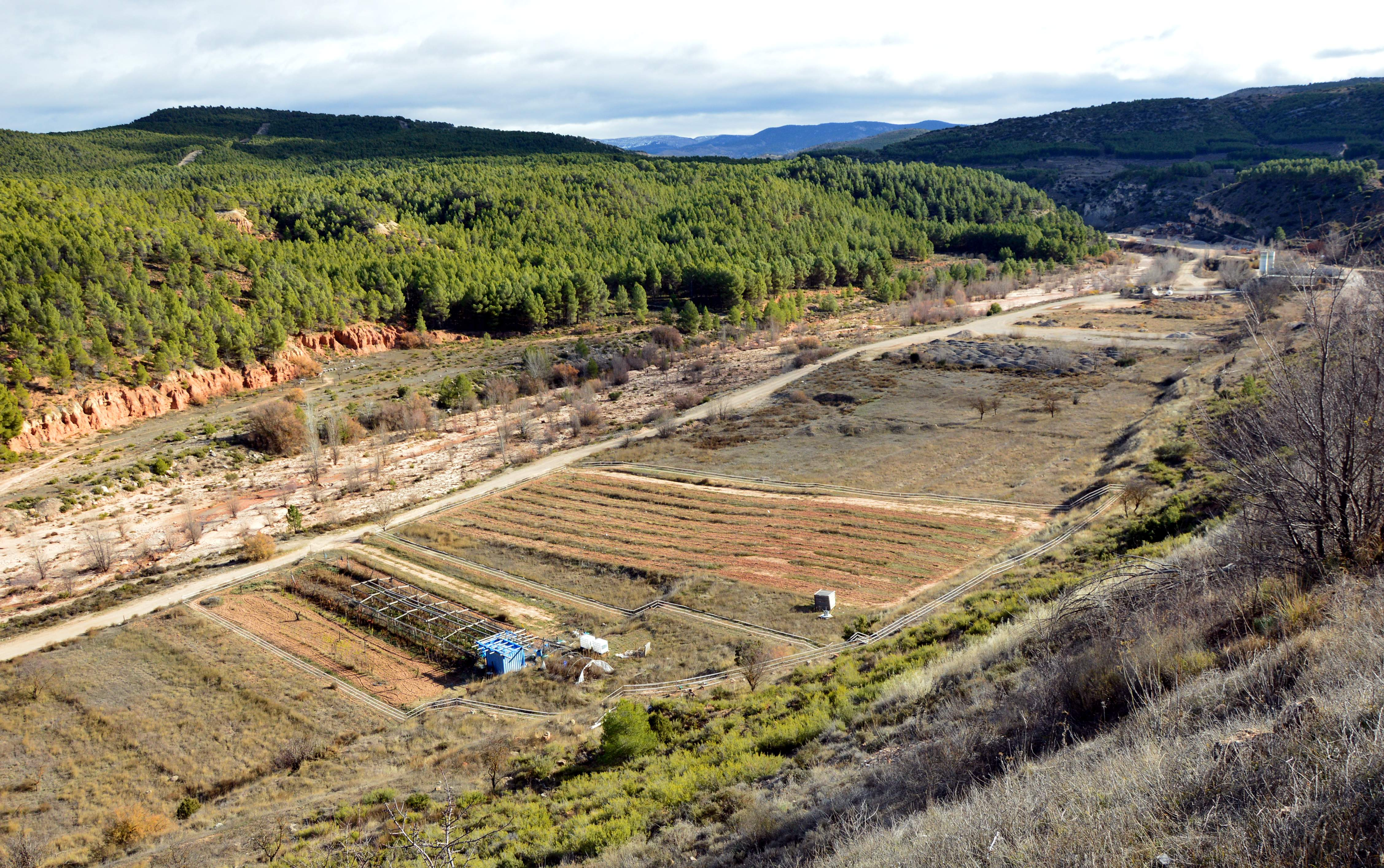
Tramo final de la Rambla de Riodeva (Río Eva), con detalle de antiguos cultivos en la margen izquierda, entre el camino y la ladera del monte (2021).
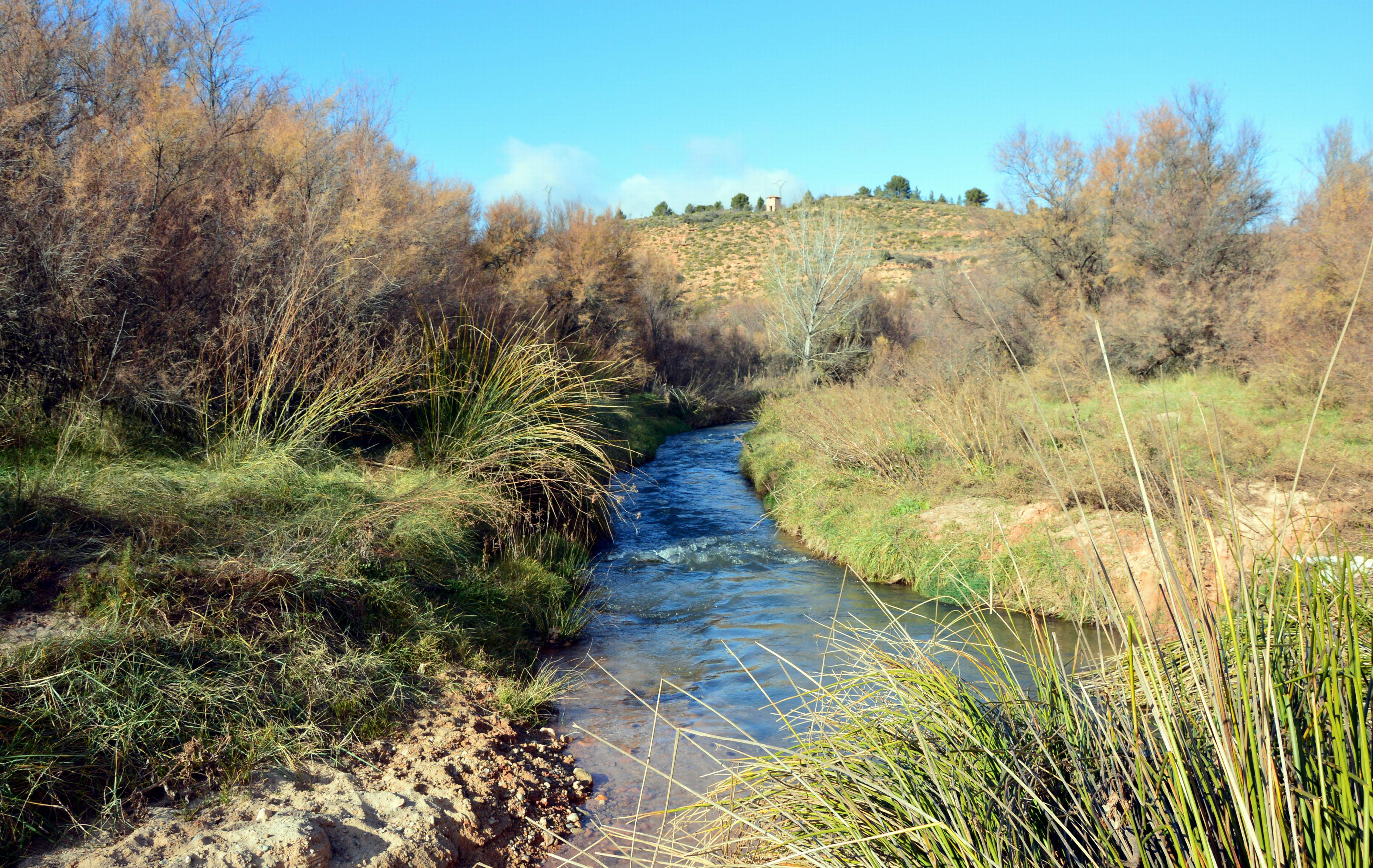
Tramo final de la Rambla de Riodeva (Río Eva), inmediatamente antes de su desembocadura en el Turia (2021).
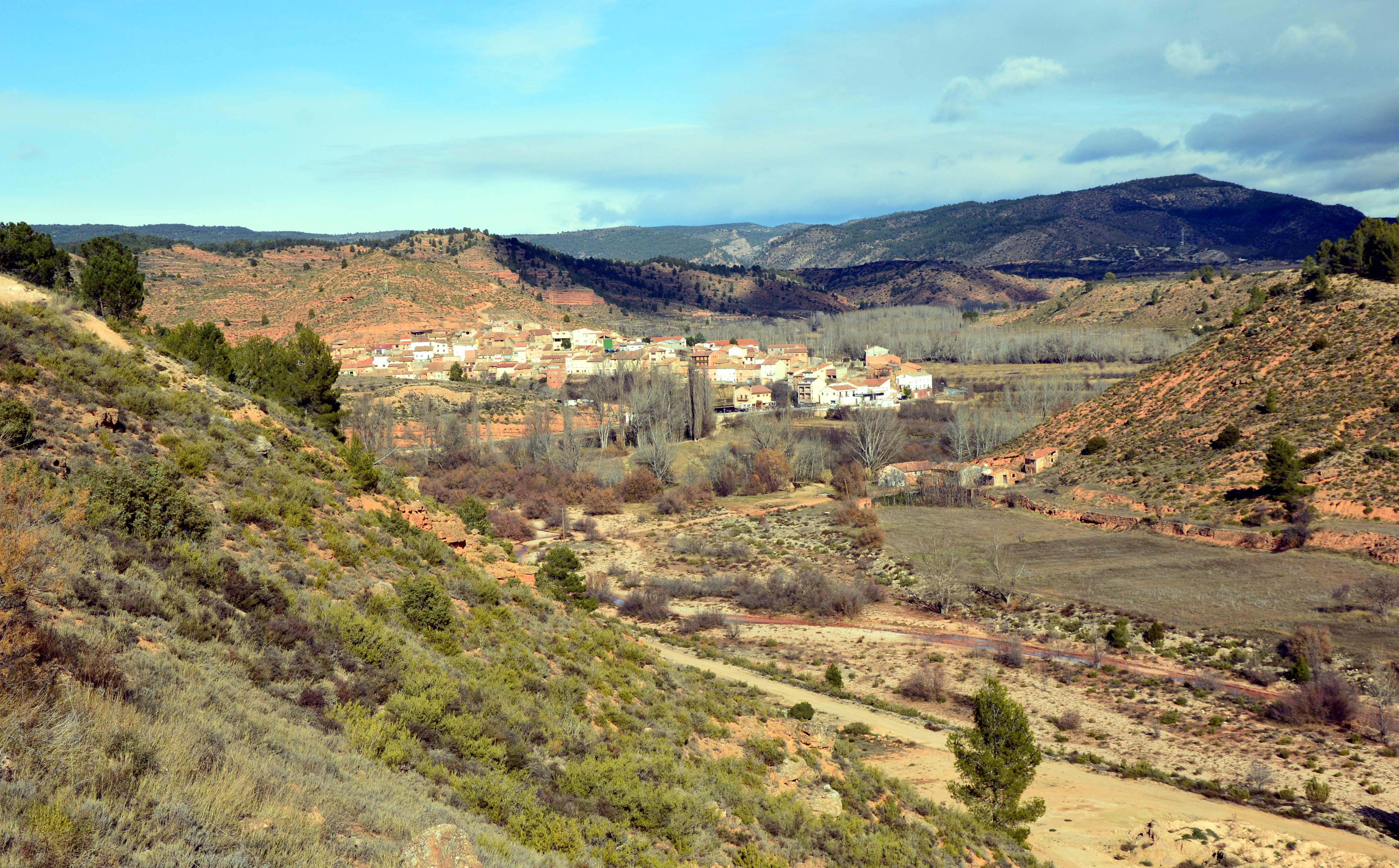
Tramo final de la Rambla de Riodeva (Río Eva) antes de su desembocadura en el Turia, con las Casas de Angelina (Libros) a la derecha y Mas de Jacinto (Castielfabib) al fondo (2021).